# Escuela Secundaria y de Bachilleres de Artes y Oficios
La Escuela Secundaria y de Bachilleres de Artes y Oficios (E.S.B.A.O.) fue la primera escuela de su tipo en todo México.
Actualmente es una de las principales escuelas del estado de Veracruz.Hoy por hoy ha cambiado su nombre a E.S.A.O (Escuela Secundaria De Artes Y Oficios) En su plantel educativo del nivel secundaria.preparatoria se conoce como esbao , este cuenta con dos edificios uno ubicado en la avenida 11,el otro se encuentra en la calle 22 , junto al seguro social.

## Historia
El 17 de enero de 1871 el licenciado José María Mena Sosa fundó la escuela con el nombre de Colegio Preparatorio de Ciencias y Artes y con ello se inicia una nueva era en la educación de Córdoba. Tras el congreso pedagógico de 1915 se funda la primera Escuela Secundaria en la república. El nombre ha variado enormemente por los cambios en el mando educativo, hasta llegar al nombre actual. Las clases se impartieron en la escuela Francisco I. Madero desde 1871 hasta 1925, pero esta cerró debido a una crisis económica.

## Ubicación
Anteriormente la E.S.B.A.O. se ubicaba en el edificio del exconvento de Santa Rosa de Lima, ubicado entre las avenidas 1 y 2 del centro de Córdoba. Ahora ésta escuela se ubica el edificio 1 en la avenida 11 entre las calles 28 y 30 de la ciudad de Córdoba y el edificio 2 en la calle 22 entre avenidas 17 y 19

## Administración
Actualmente la E.S.B.A.O. se divide administrativamente en dos secciones:
- Escuela Secundaria de Artes y Oficios;
- Escuela de Bachilleres de Artes y Oficios.

## Edificios de la Institución
La E.S.B.A.O. cuenta con varios edificios. El edificio de la secundaria cuenta con 24 salones, dos laboratorios, dos prefecturas y una enfermería y alberga hasta más de 2800 alumnos. También cuenta con el auditorio más grande de Córdoba: el Auditorio Dr. Manuel Suárez, con una capacidad de más de 1000 personas. En otro edificio se encuentra la administración de ambas escuelas (E.S.A.O. y E.B.A.O.), una biblioteca, la cafetería de bachillerato, la sala de informática de bachillerato y la administración de la E.S.B.N. (Escuela Secundaria y de Bachilleres Nocturna). En un tercer edificio se encuentran los talleres de la escuela, los baños, los vestidores (ya no se encuentran en uso), la sala de informática de secundaria y la cafetería de secundaria. 
En el terreno hay 2 canchas de baloncesto, 2 canchas de voleibol, un pequeño campo de fútbol, un campo grande de fútbol rodeado de una pista de atletismo (que próximamente se convertirá en una pista de tartan) y un gran aparcamiento. Actualmente se construyó un Centro de Actualización para Maestros en la parte trasera del terreno.